# ナサニエル・ラクソール (初代準男爵)

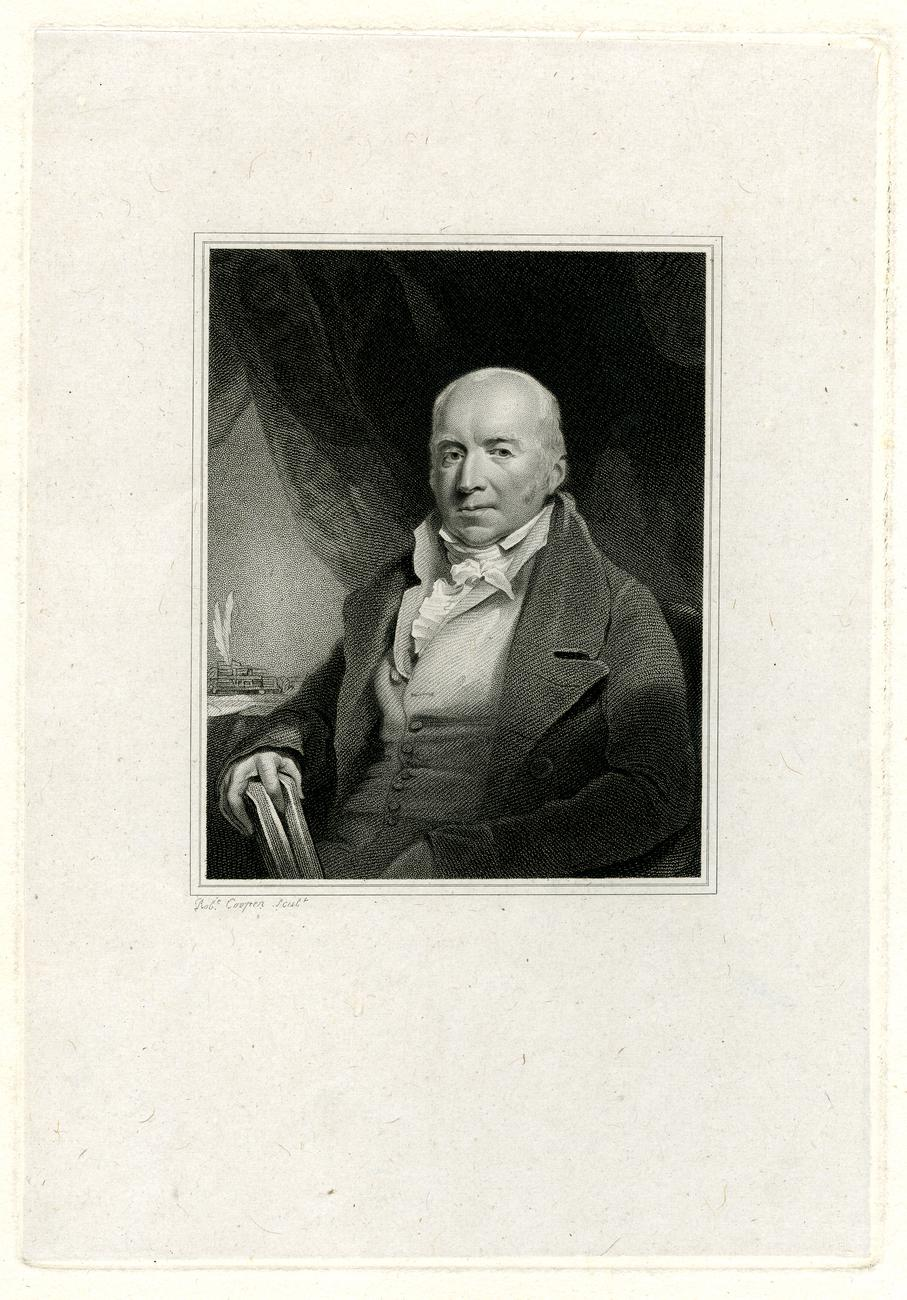
ナサニエル・ラクソールの肖像画、1815年出版。

初代準男爵サー・ナサニエル・ウィリアム・ラクソール（英語: Sir Nathaniel William Wraxall, 1st Baronet、1751年4月8日 – 1831年11月7日）は、イギリスの作家、政治家。1780年から1794年まで庶民院議員を務めた。議員としては平凡だったが、回想録（1815年に第1部、1836年に第2部が出版）で同時代の人物を鮮明に描写していることが評価された。

## 生涯

### 生い立ち
ブリストルの商人ナサニエル・ラクソール（Nathaniel Wraxall、1725年 – 1781年、ナサニエル・ラクソール（1687年 – 1731年）の息子）とアン・ソーンヒル（Anne Thornhill、1800年没、ウィリアム・ソーンヒルの娘）の息子として、1751年4月8日にブリストルのクイーン・スクエアで生まれた。ラクソールは後にサマセットのラクソールという地名の起源となった家系の末裔であると主張したが、英国人名事典では真偽の証明が不可能であるとした。1756年、父が破産を宣告した。

### 東インドとヨーロッパ諸国にて
1769年にイギリス東インド会社にライターとして雇用され、ボンベイに向かった。1771年に行われたグジャラートとバルーチへの遠征で軍法会議判事と支払長官を務めた。翌年に退職して帰国したのち、ポルトガル王国の宮廷、ついでヨーロッパ北部諸国の宮廷を訪れた。1774年9月にツェレでイギリス国王ジョージ3世の妹兼デンマーク＝ノルウェー王妃キャロライン・マティルダに面会したのち、アルトナとハンブルクを訪れた。ラクソールがキャロライン・マティルダへの同情を表明したため、キャロライン・マティルダを支持して国外追放されたデンマーク貴族（フリードリヒ・ルートヴィヒ・エルンスト・フォン・ビューロー男爵、エルンスト・ハインリヒ・フォン・シメルマン男爵など）と知り合いになった。ビューローとシメルマンはデンマーク＝ノルウェー王クリスチャン7世を廃位してキャロライン・マティルダを王位に就かせることを計画しており、計画にジョージ3世の支持が不可欠であると考えたため、ラクソールにキャロライン・マティルダとジョージ3世の仲介を求めた。ラクソールは求めに応じて、ジョージ3世にキャロライン・マティルダへの支持を説得することを許諾した。ラクソールは2人の間を根気強く行き来して仲介に努め、ついにジョージ3世が留保つきで計画を支持すると明記された文書を取得して、1775年2月15日にそれをキャロライン・マティルダに届けた。4月にイングランドに戻ってジョージ3世への謁見許可を求め、より確固とした支持を確保しようとしたが、ロンドンのジャーミン・ストリートで返答を待っている最中、5月19日に「キャロライン・マティルダが5月11日に死去した」との報せを受けた結果、これらの努力は水の泡に帰した上、ラクソールの支出が補填されることもなかった。ラクソールは支出の補填についてジョージ3世に手紙を出して請求したが、このときはジョージ3世に顧みられることはなかった。同1775年、ヨーロッパ北部諸国の紀行文Cursory Remarks made in a Tour through some of the Northern Parts of Europeを出版した。
1776年にもロンドンに滞在し、チャールズ・ディリーの邸宅で行われたウィリアム・ドッド、ジョン・ウィルクス、サー・ウィリアム・ジョーンズ、ジャン＝ルイ・ド・ロルムらとの会合に参加した。ドッドは文書偽造で1777年5月に死刑判決を受けてニューゲート監獄に投獄されると、ラクソールに初代ニュージェント伯爵ロバート・ニュージェント経由で恩赦を求めることを依頼した。
1777年、竜騎衛兵隊第3連隊隊長ロバート・マナーズ卿の申請により、ラクソールは中尉の名誉階級を授けられた。これにより、ラクソールは軍務についたことがなかったにもかかわらず軍服を着る権利を与えられた。同年夏にデン・ハーグを訪れ、そこでオラニエ公ウィレム5世に謁見した。同年にMemoirs of the Kings of France of the Race of Valois（ヴァロワ家のフランス王伝）を出版、さらにフランスでの旅について記述した寄稿文も付した。その後、1778年にドレスデンを、1779年にナポリを訪れた。1779年に竜騎衛兵隊第3連隊の制服を着てフィレンツェの劇場を訪れたとき、チャールズ若僭王に遭遇した。チャールズはほろ酔いの状態だったが、ラクソールに近づいて制服に気づくと、すぐに立ち止まり、帽子を外して敬礼したという。

### 庶民院議員として
1780年に帰国して、同年の総選挙でヒンドン選挙区から出馬して当選した（得票数2位、173票）。議会では1781年1月25日にはじめて演説し、第四次英蘭戦争をめぐり神聖ローマ皇帝ヨーゼフ2世を味方につけるべきと発言、同年に第二次マイソール戦争の原因を調査する委員会の委員に任命された。以降も積極的に演説し、1781年から1784年まで合計で10回演説したが、ホレス・ウォルポールは「折の悪い滑り出し」になると予想した。これは1784年から1794年までラクソールが1回も演説しなかったことから、現実になってしまったとされる。議員就任直後にキャロライン・マティルダへの手助けの件を取り上げ、首相ノース卿から1,000ギニーを受け取った。ノース卿がラクソールに支払いをした理由はラクソールの議会での支持をとりつけるためであり、ラクソール自身によると、ノース卿は政務次官への任命も許諾したが、これは実現しなかった。1783年2月にノース派として首相シェルバーン伯爵のアメリカ独立戦争予備講和条約に反対票を投じたが、同年11月にチャールズ・ジェームズ・フォックスが提出した東インド法案には反対票を投じ、これを機に小ピット派に転じた。1784年イギリス総選挙でも小ピット派の一員としてラガーショル選挙区から出馬、無投票で当選した。
1784年以降は小ピット派として第1次小ピット内閣を支持した。1787年1月に匿名でA Short Review of the Political State of Great-Britain（出版者ジョン・デブレット、合計で6刷）というパンフレットを出版、2月23日にはフランス語訳が出版された。ラクソールはこのパンフレットでウォーレン・ヘースティングズを弁護し、王太子ジョージ（後の国王ジョージ4世）に国益を図るためにカトリックの愛人や「節操のない」取り巻きを捨てるよう求めた。パンフレットは論争を呼び、王太子ジョージはデブレットを文書誹毀罪で訴えると脅したという。
1790年イギリス総選挙でウォリングフォード選挙区に鞍替えして、無投票で当選した。1794年、ウォリングフォード選挙区を掌握していた初代準男爵サー・フランシス・サイクスの求めに応じ、議員を辞任して議席をサイクスの息子フランシス・サイクス（後の第2代準男爵）に譲った。
1813年12月21日、摂政王太子ジョージ（後の国王ジョージ4世）により準男爵に叙された。1787年のパンフレットでジョージを批判したにもかかわらず、準男爵に叙された理由として、英国人名事典は「ラクソールは1787年のパンフレットの著者である」という事実をジョージが知らなかったためだとしている。

### 回想録と死
1815年に回想録（Historical Memoirs of my own Time, from 1772 to 1784）を出版した。初版1,000部はわずか5週間で売り切れたが、元在イギリスロシア大使セミョーン・ヴォロンツォフ伯爵に文書誹毀罪で訴えられたため二刷は一時中断された。ラクソールは有罪判決を受け、500ポンドの罰金と6か月間の投獄を宣告されたが、ヴォロンツォフの働きかけにより3か月に減刑された。そして、釈放されたラクソールはすぐさまに誹毀とされる内容を除去した第2版を出版（1816年6月）、わずか2か月後の8月に売り切れた。同時代の文学雑誌では『クォータリー・レビュー』、『エディンバラ・レビュー』、『ブリティッシュ・クリティック』が軒並み批判したが、ラクソールは1818年に第3版を出版して批判に反論した。ラクソールの回想録は前半が1772年から1780年までの大陸ヨーロッパにおける旅に関する内容で、後半が庶民院での見聞だったが、『英国議会史』（1964年）はラクソールと親しかった政界の指導者が初代サックヴィル子爵ジョージ・ジャーメインしかおらず、ラクソールが政界の秘密を知りえる情報源が少ないと分析した上でラクソールの回想録の前半を「ゴシップと些細なことに満ち」（full of gossip and triviality）、後半を「ごった煮」（hotch-potch）と批判した。具体例として、「ジョン・ロス・マッカイ（John Ross Mackye、1707年 – 1797年）が議員120名に贈賄してパリ条約に賛成させた」といった荒唐無稽な噂がある一方、「ジョージ3世が1783年に退位を熟考した」といった同時代でも知る人の少ない事実も含まれている。
ラクソールは1784年以降の内容についても書き続けたが、ヴォロンツォフの件もあって、今度は死後に出版するよう厳命した。そして、1831年11月7日、ナポリに向かう道中でドーヴァーで死去、ドーヴァーの聖ジェームズ教会に埋葬された。息子ウィリアムが準男爵位を継承した。死後の1836年に『遺稿回想録』が出版されると、今度は『エディンバラ・レビュー』『ジェントルマンズ・マガジン』『ロンドン・アンド・ウェストミンスター・レビュー』で賞賛された。
『英国議会史』によると、ラクソールの回想録が後世に賞賛される理由はその観察眼にあり、特に（平議員など）あまり重要でない政治家の描写が迫真だった。『ロンドン・アンド・ウェストミンスター・レビュー』が『遺稿回想録』を「議会の叙事詩」（parliamentary epic）と形容したように、『オックスフォード英国人名事典』は1815年と1836年の回想録の両方でジョージ3世の病気、ウォーレン・ヘースティングズの弾劾裁判、デヴォンシャー公爵夫人ジョージアナ・キャヴェンディッシュ、フォックス、小ピット、エドマンド・バークなどの活動が鮮明に描写されていると評し、『英国議会史』も回想録がノース政権末期や小ピットとフォックスの権力争いの迫力を再現し、「まるで見物人のように議員をみて、議員が話すのを聞くよう」という高評価を下した。

## 著作
- Cursory Remarks made in a Tour through some of the Northern Parts of Europe, particularly Copenhagen, Stockholm, and Petersburgh（ロンドン、八折り判、1775年初版、1807年第4版） - 初版は1775年2月1日付で初代クレア子爵ロバート・ニュージェントに献呈されている。第4版で表題をA Tour Round the Balticに改めた[2][4]
- Memoirs of the Kings of France of the Race of Valois, interspersed with interesting anecdotes. To which is added A Tour through the Western, Southern, and Interior Provinces of France, in a series of Letters（ロンドン、八折り判、2巻、1777年初版、1785年第2版、1807年第3版） - 1776年11月22日付で初代ヒルズバラ伯爵ウィルズ・ヒルに献呈されている[2]。第2版で表題をThe History of France under the Kings of the Race of Valois (1364–1574)に改めた[2]
  - ヴァロワ家のフランス王伝に自身のフランス紀行文を付記した書籍だったが、1784年に紀行文を単独で出版、1807年に再び出版した[2]
- Memoirs of the Courts of Berlin, Dresden, Warsaw, and Vienna in the years 1777, 1778, and 1779（ロンドン、八折り判、2巻、1779年初版。1799年にダブリンで出版、1800年と1806年に再出版） - 1799年に『マンスリー・レビュー（英語版）』で「アネクドートに富む」と評価された[2]
- A Short Review of the Political State of Great-Britain（1787年、パンフレット、ジョン・デブレットによる出版）[3]
- History of France from the Accession of Henry III to the Death of Louis XIV, preceded by A View of the Civil, Military, and Political State of Europe between the Middle and Close of the Sixteenth Century（ロンドン、四折り判、3巻、1795年初版。第2版は八折り判、6巻、1814年） - アンリ3世の即位（1574年）からルイ14世の死去（1715年）まで記述する予定だったが、アンリ4世の死去（1610年）までしか完成しなかった[2]
- Correspondence between a Traveller and a Minister of State in October and November 1792, preceded by Remarks upon the Origin and the Final Object of the Present War, as well as upon the Political Position of Europe in October 1796. Translated from the original French, with a Preface, by N. W. W.（ロンドン、1796年、八折り判のパンフレット） - 小ピットとチャールズ・ジェームズ・フォックスに献呈されており、内容も2人に団結を呼びかけるものだった[2]
- Historical Memoirs of my own Time, from 1772 to 1784（ロンドン、八折り判、2巻、1815年。1816月第2版。1818年の第3版は八折り判、3巻）[2][3]
- 『遺稿回想録』（Posthumous Memoirs of his own Time, by Sir N. W. Wraxall、ロンドン、八折り判、3巻、1836年。同年にフィラデルフィアで出版されたほか、1845年に第3版が出版）[2]
  - 1884年にHistorical Memoirsとともにヘンリー・B・ウィートリー（英語版）による編集で再出版された（ロンドン、5巻、八折り判）[2]

## 家族
1789年3月30日、ジェーン・ラッセルス（Jane Lascelles、ピーター・ラッセルスの長女）と結婚、2男をもうけた。
- ウィリアム（1791年9月5日 – 1863年5月2日） - 第2代準男爵[2]
- チャールズ・エドワード（1792年8月9日[3] – 1854年） - 軍人。エレン・セシリア・マッデン（Ellen Cecilia Madden、ジョン・マッデンの娘）と結婚、子供あり。第3代準男爵サー・フレデリック・ラクソール（英語版）の父[9]